# Jordi & Hila
Jordi & Hila (eerder Joost & Hila) was een programma op het Nederlandse radiostation Qmusic. Het werd gepresenteerd door Jordi Warners en Hila Noorzai. Eerder maakt Noorzai een programma met Joost Swinkels.

## Geschiedenis
Joost Swinkels en Hila Noorzai hadden eerder allebei een eigen programma op de zaterdag- en zondagavond. Joost Swinkels van 19:00 tot 21:00 uur, en Hila Noorzai van 21:00 tot 23:59 uur. Ze vielen echter regelmatig samen in voor de doordeweekse ochtend of middagshow, en ook vormden ze vaak een duo in online filmpjes van Qmusic. Sinds januari 2018 presenteerden ze elke zaterdag en zondag avond van 19:00 tot 22:00 uur samen een programma. Daarnaast vallen ze nog steeds regelmatig in voor de doordeweekse ochtend en middagshow. Op 3 september 2018 ging er bij Qmusic een nieuwe programmering in. In deze programmering waren Joost & Hila elke vrijdag, zaterdag en zondag te horen van 18:00 tot 21:00 uur. In april 2019 verhuisde Swinkels naar de doordeweekse avond, waarna Noorzai het programma enkele weken alleen presenteerde. Per 8 juni 2019 presenteert ze het programma met Jordi Warners.
Tot april 2019 was het programma ook op de vrijdagavond te horen.